# Арабский песчаный удавчик
Арабский песчаный удавчик (лат. Eryx jayakari) — вид неядовитых змей из семейства ложноногих.
Небольшая змея, вырастающая в длину вместе с хвостом до 38 см. Глаза маленькие, расположены на верхней стороне головы. Морда в профиль имеет клиновидную форму. Окраска желтовато-серая или песчано-бурая с многочисленными чёрными поперечными полосами сверху и белыми пятнами.
Арабский песчаный удавчик обитает в песчаных пустынях Аравийского полуострова (кроме его запада и юго-запада) и запада и юго-запада Ирана (в областях прилегающих к Персидскому и Оманскому заливам). Обычен в Саудовской Аравии и Кувейте, однако из Ирана известен всего по нескольким экземплярам. Тем не менее, предполагается, что он распространён на всех территориях с движущимися песчаными дюнами в пределах своего ареала.
Ведёт преимущественно ночной образ жизни, будучи активным при широком диапазоне температур. Дневное время он проводит, зарывшись глубоко в песок, с наступлением сумерек выбирается на поверхность. Охотится, оставаясь неподвижным под поверхностью песка, только глаза выглядывают сверху. Когда какое-нибудь небольшое животное оказывается поблизости, удавчик быстрым движением хватает его. Добычей удавчика становятся узкопалые гекконы (Stenodactylus spp.), бугорчатые геккончики (Bunopus tuberculatus), арабские круглоголовки (Phrynocephalus arabicus) и амфисбены.
Самка откладывает кладку из примерно 4 яиц, детёныши вылупляются примерно через 66 дней при температуре +33 °C.
Арабский песчаный удавчик внесён в Приложение II СИТЕС.
Видовое научное название jayakari дано в честь индийского натуралиста и врача А. С. Г. Джаякара (1844—1911).